# Manuel Merino
Manuel Arturo Merino de Lama (Tumbes, 20 d'agost de 1961) és un polític i agrònom peruà. Es va exercir com a congressista pel departament de Tombis i va ser triat com a president del Congrés de la República al març de 2020. Posteriorment va assumir la Presidència de la República el 10 de novembre de 2020 fins a la seva dimissió el 15 de novembre de 2020, pel contrari hauria governat fins al 28 de juliol de 2021. Va tenir aquest càrrec després d'una controvertida declaració de vacant per "incapacitat moral" de qüestionada legitimitat aprovada pel Congrés de la República contra el llavors mandatari Martín Vizcarra.
El 10 de novembre de l'any 2020, Merino va jurar com a president. A més, va indicar que «ningú pot canviar la data de les eleccions generals del 2021 previstes per l'11 d'abril». La seva assumpció a la presidència, a causa de la vacancia contra Martín Vizcarra, va ser qüestionada per diversos sectors de la población, provocant diverses protestes.